# 風呂吹き

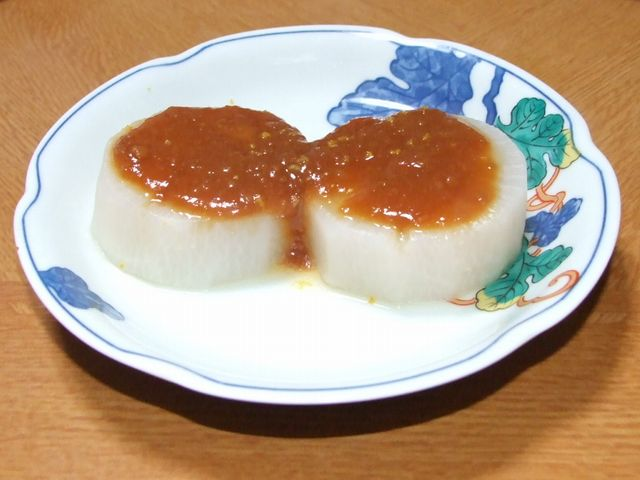
風呂吹き大根

風呂吹き（ふろふき）は、野菜等を大きく切って茹でたり煮たり蒸したものに練り味噌をかけて食べる日本料理。冬の季語。
ダイコンやカブ、トウガンや柿の実などが用いられ、「風呂吹き大根」や「蕪の風呂吹き」、「柿の風呂吹き」などと呼ばれ、いずれも熱いものを食べる。

## 名前の由来
名前の由来には諸説ある。漆器職人は漆風呂（漆器の貯蔵室のこと）で漆を乾燥させるところ、冬は乾きが悪くて困っていた。そこで大根の茹で汁を霧吹きすればよいと教えられ、その通りにするとうまくいった（漆は温かい湿気で固まるため）。この時、茹で汁を取るため、茹でた大根を味噌をつけて食べるようになったというもの。
また、蒸し風呂で垢をこすりとる人を「風呂吹き」といい、風呂吹きを食べる様子が息を吹きかけながら垢を飛ばす風呂吹きに似ているという説や、風呂を沸かすのに息を吹きかける様子が似ているからという説もある。